# يورن أندرسن
يورن أندرسن (3 فبراير 1963 بفريدريكستاد في النرويج - ) هو مدرب كرة قدم ولاعب كرة قدم نرويجي وألماني في مركز الهجوم. شارك مع منتخب النرويج لكرة القدم. أما مع النوادي، فقد لعب مع آينتراخت فرانكفورت ودينامو دريسدن وفورتونا دوسلدورف ونادي زيورخ ونادي فريدريكستاد ونادي فوليرينغا ونادي لوغانو ونادي نورنبرغ ونادي هامبورغ ونادي لوكارنو.

## وصلات خارجية
- يورن أندرسن على موقع IMDb (الإنجليزية)

- يورن أندرسن على موقع الاتحاد الأوربي (الإنجليزية)
- يورن أندرسن على موقع اتحاد النرويج (النرويجية)
- يورن أندرسن على موقع دوري كوريا الجنوبية (الإنجليزية)
- يورن أندرسن على موقع قاعدة بيانات كرة القدم.إي يو (الإنجليزية)
- يورن أندرسن على موقع بيانات كرة القدم. دي إي (الألمانية)
- يورن أندرسن على موقع ناشيونال فوتبول تيمز (الإنجليزية)
- يورن أندرسن على موقع عالم كرة القدم.نت (الإنجليزية)